# Sapeurs-Pompiers de France (magazine)
Pour les articles homonymes, voir Sapeurs-Pompiers de France.
 (août 2011).
Si vous disposez d'ouvrages ou d'articles de référence ou si vous connaissez des sites web de qualité traitant du thème abordé ici, merci de compléter l'article en donnant les références utiles à sa vérifiabilité et en les liant à la section « Notes et références ».
Sapeurs-Pompiers de France est une revue mensuelle, réalisée par la Fédération nationale des sapeurs-pompiers de France (FNSPF). 
Auparavant nommé Le Sapeur-pompier magazine, le titre de la publication a été modifié en mars 2011 pour devenir Sapeurs-Pompiers de France.
C'est le mensuel d'information de la fédération qui traite d'informations relatives aux sapeurs-pompiers : statuts, interventions, matériels, activités.
Le numéro du mois d'avril 2008 était le millième édité depuis sa fondation par le second président de la FNSPF, Alfred Latour. Celui-ci avait fondé, en 1915, le Courrier officiel de la Fédération.